# Dave McClain
Dave McClain (n. 24 octombrie 1965, în Wiesbaden, Germania) este un baterist american, membru al formației heavy metal Machine Head. El a devenit membru al formației în 1995 când Chris Kontos a părăsit-o la scurt timp după lansarea primului lor album, Burn My Eyes. În trecut el a mai fost membru al formațiilor S.A.Slayer (a nu se confunda cu Slayer), Riot Narita, Turbin, Catalepsy, Murdercar, Ministers of Anger (Dave Clemmons), și Sacred Reich.

## Instrumente
- Setul actual

Yamaha Oak Custom X Drumkit/Only
- 22"x20" Bass Drum (x2)
- 10"x6" Rack Tom
- 12"x7" Rack Tom
- 16"x15" Floor Tom
- 18"x16" Floor Tom
- 14"x7" Snare drum

Zildjian Cymbals
- 14" A New Beat Hi-hats (x2)
- 18" Z3 Rock Crash
- 8" A Splash
- 10" A Splash
- 17" Z3 Rock Crash
- 19" Z3 Thrash Ride
- 21" Z3 Mega Bell Ride
- 19" Z3 Ultra Hammered China (x2)

El folosește Yamaha Hex Rack și all Yamaha pedals and stands.

## Discografia pre-Machine Head
Albume & EP-uri:
- S.A.Slayer - Prepare To Die EP (Rainforest Records, 1983)
- S.A.Slayer - Go For The Throat (Under den Linden Records, 1988)
- Murdercar - unreleased album (1990)
- Sacred Reich - A Question EP (Hollywood Records, 1991)
- Sacred Reich - Independent (Hollywood Records, 1993)
- Sacred Reich - Heal (Metal Blade Records 1996)

Compilații:
- cu Juggernaut

- In the Blood of Virgins, Metal Massacre VII (Metal Blade Records, 1986)
- cu Murdercar

- Mirage of Blood, Metal Massacre X (Metal Blade Records, 1989)
- cu Ministers of Anger

- The Great Escape, Metal Massacre XI (Metal Blade Records, 1991)